# Sorgenfrilägret

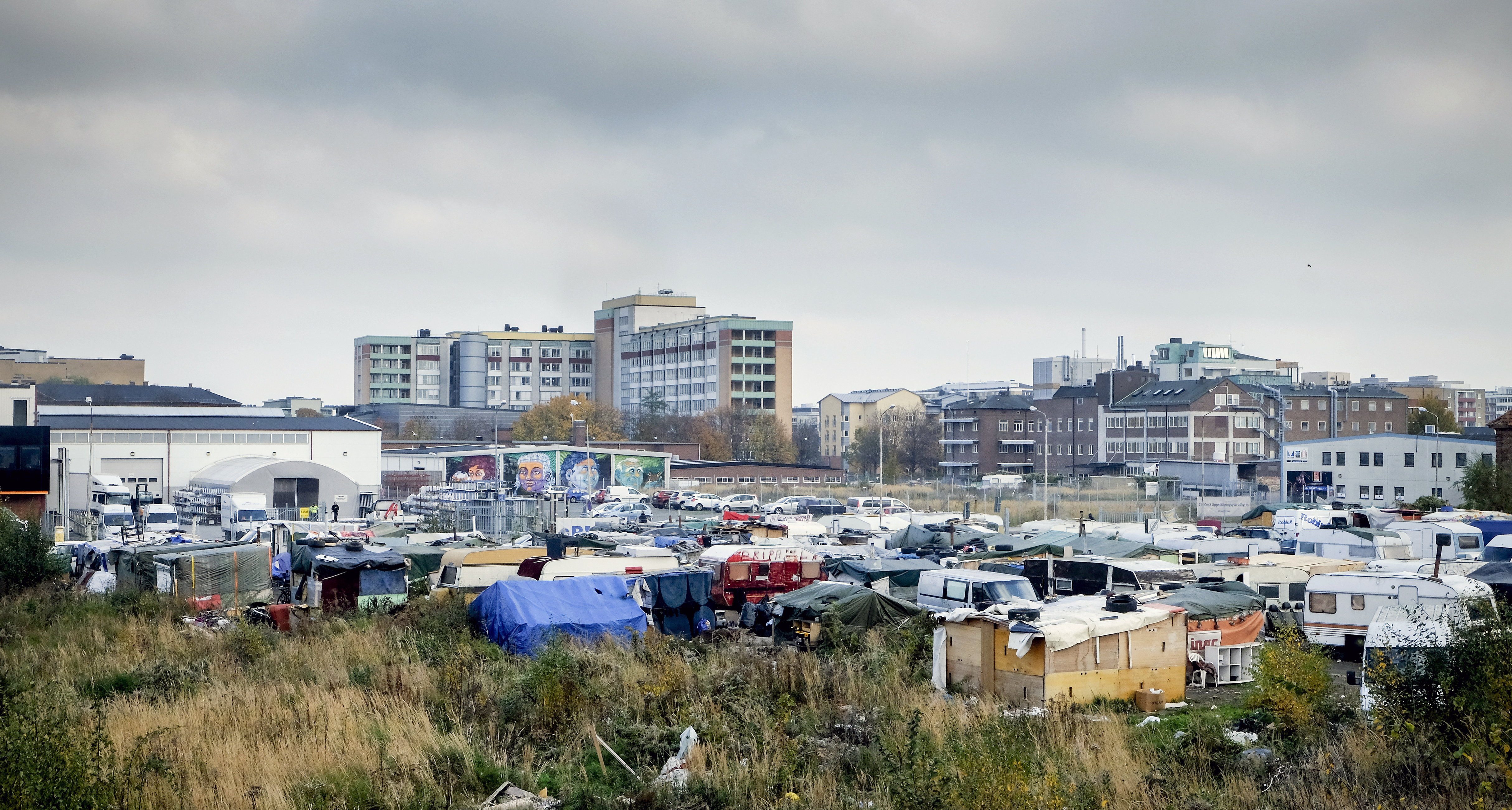
Migrantlägret i oktober 2015

Sorgenfrilägret är det tältläger som ett femtiotal EU-migranter byggde 2014 på en öde industritomt i Norra Sorgenfri, Malmö, i hörnet av Nobelvägen-Industrigatan. En period hyste lägret uppemot 400 personer. Vid rivningen i november 2015 hyste lägret uppemot 200 migranter, och saknade fortfarande rinnande vatten.

## Uppdrag gransknings reportage
Uppdrag granskning gjorde ett reportage om lägret i slutet av september 2015.
Lägret hade upprättats utan markägarens tillåtelse, och Malmö kommun hade överösts av brev där många förfasades över att något som kunde liknas vid en kåkstad byggdes upp i centrala Malmö.
Kyrkogårdsförvaltningen rapporterade hur det vi Sankt Pauli kyrkogård, som låg några hundra meter från lägret, hur det hade blivit vanligare med nedskräpning, avföring, och kondomer i buskagen runt kyrkogården.
Miljönämnden krävde att fastighetsägaren själv skulle röja upp och städa på tomten. Fastighetsägaren behövde hjälp att få bort människorna från lägret, men polisen hänvisade till Kronofogden. Kronofogden svarade att de inte kunde avvisa någon utan att känna till identiteten på alla. Malmöpolisen vägrade hjälpa till att identifiera folk eftersom polisens jurister givit besked att polisen inte fick identifiera människor i det syftet åt någon annan.
Miljöförvaltningen hade i april 2015 beslutat att själva försöka avhysa migranterna, men aktivister överklagade beslutet och fick rätt av länsstyrelsen i Skåne län som skrev att varje person måste identifieras för att kunna avhysas.
Trots att lägret var olagligt kunde det ändå inte stängas. Polismästaren kallade situationen ett moment 22 och efterlyste tydligare besked från politiker. Han sade "Det är inte hållbart den situation som vi har nu kring Industrigatan. Vi i samhället måste bestämma oss för hur vi vill ha det."

## Avhysning och rivning 2015
Avhysningen påbörjades strax före halv fem den 3 november 2015 av ett 20-tal poliser, tältlägret revs och tomten återställdes.
Vänsterpartiets migrationspolitiska talesperson Christina Höj Larsen var kritisk mot rivningen och sade att strukturell rasism och ekonomiska orättvisor låg till grund för den svåra situationen.
Regeringen Löfven I:s nationella samordnare för utsatta EU-medborgare Martin Valfridsson sade att det skulle vara "nolletolerans mot bosättningar".
Moderaterna krävde att regeringen snabbt gick vidare med reformer för att förhindra att nya läger etablerades på andra håll i landet.
Petter Larsson skrev i Aftonbladet och jämförde med när den franska regeringen rev romska läger och då människorättsorganisationer, medier, FN och Vatikanen protesterade och kallade det för inhumant, rasistiskt, rättsvidrigt, en flirt med Nationella Fronten, och hur EU-kommissionären Viviane Reding drog paralleller till deporteringarna under andra världskriget. Att rivningen av Sogenfrilägret accepterades kallade han "en obehaglig tillvänjning till en repressiv politik som kan vara svår att får syn på innan man tittar tillbaka", men tillade att han inte i sak var emot att lägret rivs. Han citerade andra medier som Dagens Nyheter, Expressen, Sydsvenskan och visade hur de skrev olika om rivningen av lägren i Frankrike 2010 jämfört med Sorgenfrilägret 2015.